# Ted (software)
Ted es un procesador de texto para entornos X lo que hace que se ejecute bajo Linux y otros sistemas Unix derivados. Desarrollado en principio por Mark de Does, Ted es un procesador de textos ligero y de características completas.
Guarda ficheros en el formato compatible de Microsoft Word RTF y tiene soporte para encabezamientos, pies de página, tablas, fuentes diferentes, alineamiento de texto y otras características comunes en todos los procesadores de texto. Ted ha sido traducido a varios lenguajes, entre ellos el español.
Aunque el programa incluye un comprobador de ortografía, no dibuja una línea roja bajo el texto cuando está siendo mal escrita. Es un procesador de texto muy ligero y rápido, haciéndolo ideal para viejos computadores y sistemas empotrados. 
Ted está usando actualmente la biblioteca Motif para la renderización de componentes gráficos. Compila y ejecuta bien cuando es compilado con LessTif. Una versión bajo GTK + está ahora en desarrollo.
Ted es software libre distribuido bajo licencia GPL.